# Aulostyrax nuciferae
Aulostyrax nuciferae es un coleóptero de la familia Chrysomelidae. Fue descrita en 1929 por Maulik.